# プリメーラ・ディビシオン
プリメーラ・ディビシオン（西: Primera División）またはラ・リーガ（西: La Liga）は、スペインプロリーグ機構 (LFP) が運営するスペインのプロサッカーリーグ。正式名称は、カンペオナト・ナシオナル・デ・リーガ・デ・プリメーラ・ディビシオン（西: Campeonato Nacional de Liga de Primera División）である。2023-24シーズンからコンピューターゲームの販売会社、エレクトロニック・アーツ（EA Sports）との提携契約により、ラリーガ EA SPORTS（LALIGA EA SPORTS）の名称が用いられる。

## 概要
スペインのプリメーラ・ディビシオンは、イングランドのプレミアリーグ、イタリアのセリエA、ドイツのブンデスリーガ、フランスのリーグ・アンとともに、欧州5大リーグを形成している。プリメーラ・ディビシオンは世界で最も人気のあるプロスポーツリーグの1つであり、2018-19シーズンのリーグ戦の平均入場者数は26,933人。これは世界の国内プロスポーツリーグでは6番目に高く、世界のプロサッカーリーグでは、ドイツのブンデスリーガとイングランドのプレミアリーグに次いで3番目に高い。
プリメーラ・ディビシオンでは、創設以来計62のチームが参加している。9つのチームがチャンピオンを獲得しており、レアル・マドリードが36回、FCバルセロナが28回獲得している。歴史を通じて概ねこの2クラブが2強を形成しているのがリーグの特徴である。
この2クラブの影響力の強さもあり、2023年現在、リーグ全体の市場価値ランキングではプレミアリーグに次いで世界2位に位置し、Instagram、Twitter、Facebookなどのソーシャルメディアのフォロワー数はサッカー界で最も多い累計2億人を有する。
この2クラブ以外では、アトレティコ・マドリード、バレンシアCF、アスレティック・ビルバオとレアル・ソシエダのバスククラブ、デポルティーボ・ラ・コルーニャなどの他のチームもタイトルを獲得しているが、2003-2004シーズンのバレンシアを最後に、上記2クラブ以外ではアトレティコ・マドリードのみがリーグタイトルを獲得している。特に2013年以降は毎年この3クラブが1~3位を独占しており、2強+1という様相を呈している。
UEFAのリーグ係数によると、プリメーラ・ディビシオンは過去5年間ヨーロッパでトップのリーグであり、他のどの国よりも長い間（22年）ヨーロッパをリードしてきた。UEFAクラブランキングは他のどのクラブよりも多く（22クラブ）、2番目に多いイタリアのセリエAの2倍以上でもある。プリメーラ・ディビシオンのクラブは国際タイトルの、UEFAチャンピオンズリーグ（19回）、UEFAスーパーカップ（16回）FIFAクラブワールドカップ（8回）で、最も多くのタイトルを獲得している。個人賞では、バロンドール（24回）、FIFA最優秀選手賞および、ザ・ベスト・FIFAフットボールアワード（19回）、 UEFA年間最優秀選手および、UEFA欧州最優秀選手賞（11回）で最も多く受賞している。
一方、移籍市場におけるプリメーラ・ディビシオンは、2013年のサラリーキャップ制の導入に加えて、この2クラブが特に2020年以降は大型補強を控えている影響で、欧州5大リーグの中ではリーグ全体で移籍金の流動性が少ない。これについては、ソシオで運営しているクラブが非常に多く、レアル・マドリードは2015年以降に有望な若手選手発掘に舵を切り、バルセロナも放漫経営に伴う財政難を発表した2021年以降はラ・マシアからの若手選手の引き上げによって戦力補填を敢行したことによるものである。
2008年からはビルバオ・ビスカヤ・アルヘンタリア銀行とのスポンサーシップ契約によりリーガBBVA（リーガ・べべウベア, Liga BBVA）、2016年から2023年まではサンタンデール銀行によりラ・リーガ サンタンデール（LaLiga Santander）、2023-24シーズンからは、エレクトロニック・アーツと冠スポンサーを含む5年間の提携契約を結び、アルファベット表記では全て大文字、日本語表記では中黒を取り除いたラリーガ EA SPORTS（LALIGA EA SPORTS）の名称が用いられている。

## 大会方式

### 競技形式
リーグ戦方式で行われ、8月から5月までに行われるシーズンの間に、各クラブは38試合、すべてのクラブと2試合（ホームで1試合、アウェーで1試合）対戦する。チームは合計勝ち点によってランク付けされる。チームは勝利で勝ち点3、引き分けで勝ち点1を獲得し、敗北は勝ち点を獲得できない。シーズン終了時の最高ランクのクラブが優勝となる。

### 順位決定方式
勝ち点が多い順に順位を決定。もし勝ち点が並んだ場合は下記の様な事例が優先される。
1. 該当チームの直接対決の結果
2. 得失点差
3. 総得点
4. フェアプレーポイントの少ない方

以上の優先順で順位を決定する。それでも順位が決定しない場合は、順位決定戦を行う。

### 降格
シーズン終了時点の下位3クラブがセグンダ・ディビシオンへ自動降格となる。

### 登録枠
登録人数は25名。そしてベンチを含めた各試合で登録できる人数は18名（1999-2000シーズンより移行）。EU加盟国及びEFTA加盟国の国籍を持つ選手は無制限に登録可能（2007年にACPの選手にもEU選手と同等の扱いとなった）。それ以外の国籍を持つ選手は3名のみ登録が認められているが、スペイン市民権（10年以上の居住が必要）を取得した選手や配偶者がEU加盟国のパスポートを保持している選手などはこの枠組みから外れる。
また、スペイン市民権はラテン・アメリカ出身の選手や、スペイン人と結婚した選手など、特定の条件を満たしている選手は必要居住期間が短縮される場合がある。日本では二重国籍が認められておらず、日本国籍を有する限りは外国人扱いとなるため、日本人のラ・リーガ挑戦の大きな障壁となっている。

### 移籍期間
基本は夏の移籍市場が7月1日〜8月31日までと、冬の移籍市場が1月1日〜1月31日までの2回。（冬の移籍期間の日程は変更の場合がある）ただし、後者の場合、移籍期限までに5試合以上の公式戦（カップ戦含む）に出場した選手は同リーグのチームに移ることは出来ない。上記以外の時期は、原則として移籍は禁止だが、選手の怪我等の理由（5ヶ月以上の欠場となる怪我の場合）で、特別に認められる場合がある。

### 累積警告
1人の選手につきイエローカード5枚、レッドカード1枚の警告を受けた時点で1試合の出場停止が科せられる。

### 試合日程・時間
毎節の試合は土・日・月曜日に分散されている。土曜日が18時、20時、22時キックオフの3枠、日曜日が12時、16時、18時、21時半キックオフの4枠、月曜日が21時半キックオフとなっている。このうち土曜日22時はスペイン国内の地上波放送枠、日曜日12時はアジア市場拡大のための枠となっている。
また試合日程の決定権はテレビ放映権を持つメディアプロ社にあり、試合2週間前まで日程が確定しないことがある。また、放映権料と同様にレアル・マドリードとバルセロナが日程上優遇されているという指摘がある。
2012-13シーズンより、曜日ごとの最終キックオフ時間が23時になった。また、原則1試合だった月曜日に複数試合開催されることになった。

## 歴史

### 全国選手権創設前
1872年、アンダルシア州のウエルバにイギリスからサッカーが伝えられ、それから17年を経た1889年、スペイン初のサッカークラブであるレクレアティーボ・ウエルバが誕生。これを機にマドリード、バルセロナなどの大都市にも次々にサッカークラブが生まれた。1904年にはスペインサッカー連盟の前身団体が国際サッカー連盟（FIFA）に加盟し、1913年にはスペインサッカー連盟（RFEF）が設立された。1920年、アントワープオリンピック出場を主目的としてスペイン代表が創設され、銀メダルを獲得してスペイン国内に一大ブームを巻き起こした。

### リーグ創設
1927年4月、アレナス・クルブ・デ・ゲチョのホセ・マリア・アチャ監督は全国選手権の創設を提案した。リーグの規模や参加クラブなどについて議論が重ねられた結果、スペインサッカー連盟（RFEF）は1929年にプリメーラ・ディビシオンを創設した。参加クラブは10クラブであり、コパ・デル・レイの優勝経験があったFCバルセロナ、レアル・マドリード、アスレティック・ビルバオ、レアル・ソシエダ、アレナス・クルブ、レアル・ウニオンはすべて選出された。それ以外には、コパ・デル・レイで準優勝の経験があったアトレティコ・マドリード、RCDエスパニョール、CEエウロパの参加が決定し、トーナメント戦を通じてラシン・サンタンデールが10クラブ目に選ばれた。
| 創設時の10クラブ             | 創設時の10クラブ                 | 創設時の10クラブ | 創設時の10クラブ | 創設時の10クラブ           | 創設時の10クラブ         |
| クラブ                       | 本拠地                           | 創設年           | リーグ 優勝      | 2024-25 所属               | 備考                     |
| ---------------------------- | -------------------------------- | ---------------- | ---------------- | -------------------------- | ------------------------ |
| FCバルセロナ                 | カタルーニャ地域, バルセロナ     | 1899年           | 28回             | プリメーラ                 | コパ・デル・レイ優勝32回 |
| レアル・マドリード           | マドリード                       | 1902年           | 35回             | プリメーラ                 | コパ・デル・レイ優勝20回 |
| アスレティック・ビルバオ     | バスク地域, ビルバオ             | 1898年           | 8回              | プリメーラ                 | コパ・デル・レイ優勝23回 |
| レアル・ソシエダ             | バスク地域, サン・セバスティアン | 1909年           | 2回              | プリメーラ                 | コパ・デル・レイ優勝3回  |
| アレナス・クルブ・デ・ゲチョ | バスク地域, ゲチョ               | 1909年           | なし             | セグンダ・フェデラシオン   | コパ・デル・レイ優勝1回  |
| レアル・ウニオン             | バスク地域, イルン               | 1915年           | なし             | プリメーラ・フェデラシオン | コパ・デル・レイ優勝4回  |
| アトレティコ・マドリード     | マドリード                       | 1903年           | 11回             | プリメーラ                 | コパ・デル・レイ優勝10回 |
| RCDエスパニョール            | カタルーニャ地域, バルセロナ     | 1900年           | なし             | プリメーラ                 | コパ・デル・レイ優勝4回  |
| CEエウロパ                   | カタルーニャ地域, バルセロナ     | 1907年           | なし             | セグンダ・ディビシオンRFEF |                          |
| ラシン・サンタンデール       | カンタブリア地域, サンタンデール | 1913年           | なし             | セグンダ・ディビシオン     |                          |

### 1930年代
アスレティックのリーグ支配
1929年の第1回大会を制したのはバルセロナであり、1931-32シーズンと1932-33シーズンにはレアル・マドリードが2連覇したが、初期のリーガでもっとも成功を収めたのはアスレティック・ビルバオだった。1929-30シーズン、1930-31シーズン、1933-34シーズン、1935-36シーズンに優勝し、1931-32シーズンと1932-33シーズンには2位となった。1934-35シーズンにはベティス・バロンピエが初優勝したが、これは現在でもベティスにとって唯一のリーグ優勝である。
スペイン内戦
スペイン内戦中はリーグ戦そのものが中断され、1936-37シーズンから1938-39シーズンまでの3シーズンは行なわれていない。スペイン第二共和政下の1937年にはカタルーニャ地方やバレンシア地方のクラブが参加したリーガ・メディテラネア（地中海リーグ）が行なわれ、バルセロナが優勝した。70年を経た2007年、バルセロナはスペインサッカー連盟にリーガ・メディテラネアの公式タイトル承認を求めた。

### 1940年代
群雄割拠の時代
スペイン内戦終結後にプリメーラ・ディビシオンが再開されると、アトレティコ・アビアシオン（現在のアトレティコ・マドリード）、バレンシア、セビージャFCが台頭して強豪に成長した。スペイン内戦では多くのサッカー選手が犠牲となり、また他国への亡命や身柄の拘束などで選手を失ったクラブが多かったが、アトレティコは合併でチーム力強化を行なった。スペイン内戦前にはレアル・オビエドも強豪の一角だったが、内戦中にグラウンドが荒らされたために参戦の権利をアトレティコに譲り、1939-40シーズンと1940-41シーズンにはアトレティコが2連覇を飾った。また、内戦前の戦力が損なわれずに残っていたバレンシアは、1941-42シーズン、1943-44シーズン、1946-47シーズンに優勝を飾り、1947-48シーズンと1948-49シーズンに2位となった。セビージャは短期間だが黄金期を迎え、1939-40シーズンと1941-42シーズンに2位となったほか、1945-46シーズンには初優勝を飾った。1940年代後半にはバルセロナも強豪に成長し、1945-46シーズン、1947-48シーズン、1948-49シーズンに優勝した。1949-50シーズンと1950-51シーズンにはエレニオ・エレーラ監督に率いられたアトレティコが2連覇した。なお、フランシスコ・フランコ独裁政権は世界中から批判され、スペインサッカー界も長い間孤立を余儀なくされた。

### 1950年代
スター選手の共演
1950年代はFCバルセロナとレアル・マドリードの2強のリーグ支配が開始された時代だった。1930年代から1950年代には外国人選手数に厳しい制限が課せられ、ほとんどの期間は外国人選手の登録は3人までに限られた。しかし1950年代、2強はルールの穴を突いてアルフレッド・ディ・ステファノ、フェレンツ・プスカシュ、ラディスラオ・クバラなど外国出身スター選手を出場させた。クバラに率いられたバルセロナは1951-52シーズンと1952-53シーズンに2連覇し、ディ・ステファノやプシュカーシュ、フランシスコ・ヘントなどが核となったレアル・マドリードは1950年代後半のリーグを支配した。1953-54シーズンと1954-55シーズンに2連覇し、1955-56シーズンはアスレティック・ビルバオが間隙を突いたが、1956-57シーズンと1957-58シーズンにもレアル・マドリードが優勝した。またこの時代のレアル・マドリードはUEFAチャンピオンズカップで5連覇を達成した。エレーラ監督に率いられたバルセロナは、ルイス・スアレスを擁して1958-59シーズンと1959-60シーズンに2連覇し、スアレスはスペイン人として初めてバロンドールを受賞した。

### 1960年代・1970年代
マドリード勢の時代
1961年から1980年まではレアル・マドリードがプリメーラ・ディビシオンを支配し、この期間だけで14回も優勝した。1960-61シーズンから1964-65シーズンまで5連覇を達成し、その他にも2回の3連覇（1966-67シーズンから1968-69シーズン、1977-78シーズンから1979-80シーズン）を果たした。アトレティコ・マドリードも1965-66シーズン、1969-70シーズン、1972-73シーズン、1976-77シーズンの4回優勝したが、その他のクラブではバレンシアCFが1970-71シーズンに、ヨハン・クライフを擁したバルセロナが1973-74シーズンにマドリード勢の牙城を崩すのみに終わった。
リーグ改編
1976-77シーズンまではプリメーラ（1部）、セグンダ（2部）、テルセーラ（3部）、ディビシオネス・レヒオナレス（4部以下、地域リーグ）という構成だったが、1977年にテルセーラとレヒオナレスが改編され、セグンダとテルセーラの間にセグンダ・ディビシオンBが創設された。これにより、1977-78シーズンからはプリメーラ（1部）、セグンダ（2部）、セグンダB（新3部）、テルセーラ（新4部）、レヒオナレス（新5部以下、地域リーグ）という構成に変更された。

### 1980年代
バスクの時代
レアル・マドリードの栄光の時代は過ぎ去り、1980-81シーズンと1981-82シーズンにはレアル・ソシエダが初優勝を含む2連覇を飾った。1982-83シーズンと1983-84シーズンには、ソシエダと同じバスク州のクラブであるアスレティック・ビルバオが2連覇を達成した。
キンタ・デル・ブイトレ
1984-85シーズンには、テリー・ベナブルズ監督がバルセロナを優勝に導いたが、1985-86シーズンから1989-90シーズンにはレアル・マドリードが2度目の5連覇を達成した。レオ・ベーンハッカー監督が指揮し、エミリオ・ブトラゲーニョ、マノロ・サンチス、マルティン・バスケス、ミチェル、ミゲル・パルデサ、ウーゴ・サンチェスなどを擁したチームはキンタ・デル・ブイトレ（ハゲワシ部隊）と称された。

### 1990年代
エル・ドリーム・チーム
1988年にはヨハン・クライフがバルセロナ監督に就任し、1990-91シーズンにはエル・ドリーム・チームと呼ばれるチームで3年ぶりの優勝を飾った。1991-92シーズンのUEFAチャンピオンズカップでは決勝に進出し、ロンドンのウェンブリー・スタジアムで行なわれた決勝ではUCサンプドリア（イタリア）を破って初優勝を飾った。国内リーグでは1993-94シーズンまで4連覇を達成した。クライフ監督は在任中に国内外で10個のタイトルを獲得し、ひとりの監督によるタイトル数のスペイン記録を作った。エル・ドリーム・チームはジョゼップ・グアルディオラ、ロナルト・クーマン、ミカエル・ラウドルップ、ロマーリオ、フリスト・ストイチコフなどで構成された。1984年から1996年にかけて、リーガのトロフィーは2強が独占した。
スーペル・デポル
1992-93シーズンから2003-04シーズンの12シーズンにおいて、デポルティーボ・ラ・コルーニャは計10シーズンで3位以内に入った。1994-95シーズンにはコパ・デル・レイで初優勝し、1995-96シーズンにはスーペルコパで初優勝。ハビエル・イルレタ監督に率いられ、1999-2000シーズンにはリーグ戦で初優勝を飾った。
1995-96シーズンにはアトレティコ・マドリードが19シーズンぶりのリーグ優勝を飾ったが、アトレティコはこの後長い低迷期に入ることになる。翌シーズンにはレアル・マドリードが優勝した。バルセロナではまたもオランダ人のルイ・ファン・ハールが監督に就任し、ルイス・フィーゴ、ルイス・エンリケ、リバウドなどの名選手を集め、1997-98シーズンと1998-99シーズンに2連覇した。1990年代、レアル・マドリードは国内リーグで2度しか優勝していないが、1997-98シーズンのUEFAチャンピオンズリーグでは決勝でユヴェントスFC（イタリア）を破り、32年ぶりの優勝を果たした。

### 2000年代
バレンシアの躍進
エクトル・クーペル監督に率いられたバレンシアCFは1999-2000シーズンと2000-01シーズンのUEFAチャンピオンズリーグで準優勝した。後任のラファエル・ベニテス監督は2001-02シーズンにリーグ優勝し、2003-04シーズンには国内リーグとUEFAカップの2冠に導いた。
ロス・ガラクティコス
国内外でバレンシアとタイトルを争ったのがレアル・マドリードであり、2000-01シーズンと2002-03シーズンにリーグ優勝し、1999-2000シーズンと2001-02シーズンにUEFAチャンピオンズリーグで優勝した。1999-2000シーズンのUEFAチャンピオンズリーグはバレンシア対レアル・マドリードというスペイン勢同士の決勝となり、レアル・マドリードが勝利した。2001-02シーズンはレアル・マドリードが決勝でバイエル・レバークーゼン（ドイツ）と対戦し、ジネディーヌ・ジダンが決勝点を決めて優勝した。2000年代前半から中盤にかけてのレアル・マドリードはロス・ガラクティコスと呼ばれ、ルイス・フィーゴ、ジダン、ロナウド、デビッド・ベッカムなどのスター選手が在籍した。
2004-05シーズン、ロナウジーニョを擁したバルセロナは21世紀初の優勝を飾り、2005-06シーズンには国内リーグとUEFAチャンピオンズリーグの2冠を達成した。レアル・マドリードはラウル・ゴンサレス、ルート・ファン・ニステルローイなどを擁し、2006-07シーズンと2007-08シーズンに2連覇した。
バルセロナの黄金期
2000年代後半にはジョゼップ・グアルディオラ監督率いるバルセロナが新たな黄金期を迎え、ラ・マシアと呼ばれる下部組織出身選手（リオネル・メッシ、シャビ・エルナンデス、アンドレス・イニエスタなど）を中心としたチームで2008-09シーズンから2010-11シーズンまで3連覇した。グアルディオラ監督は在任中に国内外で14個のタイトルを獲得し、クライフの記録を破った。

### 2010年代
2強の独走優勝
2011-12シーズン、ジョゼ・モウリーニョ監督に率いられたレアル・マドリードはリーグ歴代最多の勝ち点100を記録し、32回目の優勝を飾った。また、得点数(121)、通算勝利数(32)、アウェーでの勝利数(16)もリーグ記録を更新した。しかし翌2012-13シーズン、フランセスク・ビラノバ監督率いるバルセロナが同じくリーグ歴代最多タイとなる勝ち点100を記録し優勝。ホームでの勝利数(18)はリーグ最多記録を単独で更新した。
新たな王者とスペインBIG3
2013-14シーズン、ディエゴ・シメオネ監督率いるアトレティコ・マドリードがレアル・マドリード、バルセロナと熾烈な優勝争いを繰り広げ、最終節に勝ち点差3の2位バルセロナとの直接対決に引き分け18シーズンぶり10回目のリーグ優勝を達成した。レアル・マドリード、バルセロナ以外のチームが優勝したのは2003-04シーズンのバレンシア以来10年ぶりのことであった。
2014-15シーズンから2019-20シーズンにかけてはバルセロナとレアル・マドリードがタイトルを分け合ったが、アトレティコ・マドリードはいずれのシーズンも3位以内に入っており、3強として扱われるようにもなった。

## 所属クラブ
2024-25シーズン
| チーム名                 | 監督                     | 自治州                       | ホームタウン                          | スタジアム                                     | 収容人数 | 前年度 成績 |
| ------------------------ | ------------------------ | ---------------------------- | ------------------------------------- | ---------------------------------------------- | -------- | ----------- |
| アラベス                 | ルイス・ガルシア         | バスク州                     | ビトリア＝ガステイス                  | メンディソロツァ                               | 19,840人 | 10位        |
| アスレティック・ビルバオ | エルネスト・バルベルデ   | バスク州                     | ビルバオ                              | サン・マメス・バリア                           | 53,289人 | 5位         |
| アトレティコ・マドリード | ディエゴ・シメオネ       | マドリード州                 | マドリード                            | リヤド・エア・メトロポリターノ                 | 70,469人 | 4位         |
| バルセロナ               | ハンジ・フリック         | カタルーニャ州               | バルセロナ                            | エスタディ・オリンピック・リュイス・コンパニス | 55,926人 | 2位         |
| セルタ・ビーゴ           | クラウディオ・ヒラルデス | ガリシア州                   | ビーゴ                                | バライードス                                   | 29,000人 | 13位        |
| エスパニョール           | マノーロ・ゴンサレス     | カタルーニャ州               | バルセロナ                            | RCDEスタジアム                                 | 40,000人 | ☆4位        |
| ヘタフェ                 | ホセ・ボルダラス         | マドリード州                 | ヘタフェ                              | コリセウム                                     | 16,500人 | 12位        |
| ジローナ                 | ミチェル                 | カタルーニャ州               | ジローナ                              | モンティリビ                                   | 13,400人 | 3位         |
| ラス・パルマス           | ディエゴ・マルティネス   | カナリア諸島                 | ラス・パルマス・ デ・グラン・カナリア | グラン・カナリア                               | 31,250人 | 16位        |
| レガネス                 | ボルハ・ヒメネス         | マドリード州                 | レガネス                              | ムニシパル・デ・ブタルケ                       | 12,450人 | ☆1位        |
| マジョルカ               | ハゴバ・アラサテ         | バレアレス諸島               | パルマ・デ・マヨルカ                  | ソン・モイシュ                                 | 23,142人 | 15位        |
| オサスナ                 | ビセンテ・モレノ         | ナバラ州                     | パンプローナ                          | エル・サダール                                 | 23,576人 | 11位        |
| ラージョ・バジェカーノ   | イニゴ・ペレス           | マドリード州                 | ビリャ・デ・バリェカス                | バジェカス                                     | 14,708人 | 17位        |
| ベティス                 | マヌエル・ペジェグリーニ | アンダルシア州               | セビリア                              | ベニート・ビジャマリン                         | 60,712人 | 7位         |
| レアル・マドリード       | カルロ・アンチェロッティ | マドリード州                 | マドリード                            | サンティアゴ・ベルナベウ                       | 83,186人 | 1位         |
| レアル・ソシエダ         | イマノル・アルグアシル   | バスク州                     | サン・セバスティアン                  | レアレ・セグロス・スタディウム                 | 39,500人 | 6位         |
| セビージャ               | ガルシア・ピミエンタ     | アンダルシア州               | セビリア                              | サンチェス・ピスフアン                         | 43,883人 | 14位        |
| バレンシア               | カルロス・コルベラン     | バレンシア州                 | バレンシア                            | メスタージャ                                   | 49,430人 | 9位         |
| バリャドリード           | パウロ・ペッツォラーノ   | カスティーリャ・イ・レオン州 | バリャドリード                        | ホセ・ソリージャ                               | 27,618人 | ☆2位        |
| ビジャレアル             | マルセリーノ             | バレンシア州                 | ヴィラ＝レアル                        | エスタディオ・デ・ラ・セラミカ                 | 23,008人 | 8位         |

☆印はセグンダ・ディビシオンでの成績。監督・本拠地などは現時点でのもの。

## 結果

### 歴代優勝クラブ
| 年度    | 優勝                               | 優勝 回数                          | 2位                                | 3位                                |
| ------- | ---------------------------------- | ---------------------------------- | ---------------------------------- | ---------------------------------- |
| 1929    | バルセロナ                         | 01回                               | レアル・マドリード                 | アスレティック・クルブ             |
| 1929-30 | アスレティック・クルブ             | 01回                               | バルセロナ                         | アレナス・クルブ                   |
| 1930-31 | アスレティック・クルブ             | 02回                               | レアル・ラシン・クルブ             | レアル・ソシエダ                   |
| 1931-32 | マドリード                         | 01回                               | アスレティック・クルブ             | バルセロナ                         |
| 1932-33 | マドリード                         | 02回                               | アスレティック・クルブ             | エスパニョール                     |
| 1933-34 | アスレティック・クルブ             | 03回                               | マドリード                         | レアル・ラシン・クルブ             |
| 1934-35 | ベティス                           | 01回                               | マドリード                         | オビエド                           |
| 1935-36 | アスレティック・クルブ             | 04回                               | マドリード                         | オビエド                           |
| 1936-37 | スペイン内戦によりリーグ実施されず | スペイン内戦によりリーグ実施されず | スペイン内戦によりリーグ実施されず | スペイン内戦によりリーグ実施されず |
| 1937-38 | スペイン内戦によりリーグ実施されず | スペイン内戦によりリーグ実施されず | スペイン内戦によりリーグ実施されず | スペイン内戦によりリーグ実施されず |
| 1938-39 | スペイン内戦によりリーグ実施されず | スペイン内戦によりリーグ実施されず | スペイン内戦によりリーグ実施されず | スペイン内戦によりリーグ実施されず |
| 1939-40 | アスレティック・アビアシオン       | 01回                               | セビージャ                         | アスレティック・クルブ             |
| 1940-41 | アスレティック・アビアシオン       | 02回                               | アスレティック・クルブ             | バレンシア                         |
| 1941-42 | バレンシア                         | 01回                               | レアル・マドリード                 | アスレティック・アビアシオン       |
| 1942-43 | アスレティック・クルブ             | 05回                               | セビージャ                         | バルセロナ                         |
| 1943-44 | バレンシア                         | 02回                               | アスレティック・アビアシオン       | セビージャ                         |
| 1944-45 | バルセロナ                         | 02回                               | レアル・マドリード                 | アスレティック・アビアシオン       |
| 1945-46 | セビージャ                         | 01回                               | バルセロナ                         | アスレティック・クルブ             |
| 1946-47 | バレンシア                         | 03回                               | アスレティック・クルブ             | アスレティック・アビアシオン       |
| 1947-48 | バルセロナ                         | 03回                               | バレンシア                         | アトレティコ・デ・マドリード       |
| 1948-49 | バルセロナ                         | 04回                               | バレンシア                         | レアル・マドリード                 |
| 1949-50 | アトレティコ・デ・マドリード       | 03回                               | デポルティーボ・デ・ラ・コルーニャ | バレンシア                         |
| 1950-51 | アトレティコ・デ・マドリード       | 04回                               | セビージャ                         | バレンシア                         |
| 1951-52 | バルセロナ                         | 05回                               | アスレティック・クルブ             | レアル・マドリード                 |
| 1952-53 | バルセロナ                         | 06回                               | バレンシア                         | レアル・マドリード                 |
| 1953-54 | レアル・マドリード                 | 03回                               | バルセロナ                         | バレンシア                         |
| 1954-55 | レアル・マドリード                 | 04回                               | バルセロナ                         | アスレティック・クルブ             |
| 1955-56 | アスレティック・クルブ             | 06回                               | バルセロナ                         | レアル・マドリード                 |
| 1956-57 | レアル・マドリード                 | 05回                               | セビージャ                         | バルセロナ                         |
| 1957-58 | レアル・マドリード                 | 06回                               | アトレティコ・デ・マドリード       | バルセロナ                         |
| 1958-59 | バルセロナ                         | 07回                               | レアル・マドリード                 | アスレティック・クルブ             |
| 1959-60 | バルセロナ                         | 08回                               | レアル・マドリード                 | アスレティック・クルブ             |
| 1960-61 | レアル・マドリード                 | 07回                               | アトレティコ・デ・マドリード       | バルセロナ                         |
| 1961-62 | レアル・マドリード                 | 08回                               | バルセロナ                         | アトレティコ・デ・マドリード       |
| 1962-63 | レアル・マドリード                 | 09回                               | アトレティコ・デ・マドリード       | オビエド                           |
| 1963-64 | レアル・マドリード                 | 10回                               | バルセロナ                         | ベティス                           |
| 1964-65 | レアル・マドリード                 | 11回                               | アトレティコ・デ・マドリード       | サラゴサ                           |
| 1965-66 | アトレティコ・デ・マドリード       | 05回                               | レアル・マドリード                 | バルセロナ                         |
| 1966-67 | レアル・マドリード                 | 12回                               | バルセロナ                         | エスパニョール                     |
| 1967-68 | レアル・マドリード                 | 13回                               | バルセロナ                         | ラス・パルマス                     |
| 1968-69 | レアル・マドリード                 | 14回                               | ラス・パルマス                     | バルセロナ                         |
| 1969-70 | アトレティコ・デ・マドリード       | 06回                               | アスレティック・クルブ             | セビージャ                         |
| 1970-71 | バレンシア                         | 04回                               | バルセロナ                         | アトレティコ・デ・マドリード       |
| 1971-72 | レアル・マドリード                 | 15回                               | バレンシア                         | バルセロナ                         |
| 1972-73 | アトレティコ・デ・マドリード       | 07回                               | バルセロナ                         | エスパニョール                     |
| 1973-74 | バルセロナ                         | 09回                               | アトレティコ・デ・マドリード       | サラゴサ                           |
| 1974-75 | レアル・マドリード                 | 16回                               | サラゴサ                           | バルセロナ                         |
| 1975-76 | レアル・マドリード                 | 17回                               | バルセロナ                         | アトレティコ・デ・マドリード       |
| 1976-77 | アトレティコ・デ・マドリード       | 08回                               | バルセロナ                         | アスレティック・クルブ             |
| 1977-78 | レアル・マドリード                 | 18回                               | バルセロナ                         | アスレティック・クルブ             |
| 1978-79 | レアル・マドリード                 | 19回                               | スポルティング・デ・ヒホン         | アトレティ・デ・マドリード         |
| 1979-80 | レアル・マドリード                 | 20回                               | レアル・ソシエダ                   | スポルティング・デ・ヒホン         |
| 1980-81 | レアル・ソシエダ                   | 01回                               | レアル・マドリード                 | アトレティコ・デ・マドリード       |
| 1981-82 | レアル・ソシエダ                   | 02回                               | バルセロナ                         | レアル・マドリード                 |
| 1982-83 | アスレティック・クルブ             | 07回                               | レアル・マドリード                 | アトレティコ・デ・マドリード       |
| 1983-84 | アスレティック・クルブ             | 08回                               | レアル・マドリード                 | バルセロナ                         |
| 1984-85 | バルセロナ                         | 10回                               | アトレティコ・デ・マドリード       | アスレティック・クルブ             |
| 1985-86 | レアル・マドリード                 | 21回                               | バルセロナ                         | アスレティック・クルブ             |
| 1986-87 | レアル・マドリード                 | 22回                               | バルセロナ                         | エスパニョール                     |
| 1987-88 | レアル・マドリード                 | 23回                               | レアル・ソシエダ                   | アトレティコ・デ・マドリード       |
| 1988-89 | レアル・マドリード                 | 24回                               | バルセロナ                         | バレンシア                         |
| 1989-90 | レアル・マドリード                 | 25回                               | バレンシア                         | バルセロナ                         |
| 1990-91 | バルセロナ                         | 11回                               | アトレティコ・デ・マドリード       | レアル・マドリード                 |
| 1991-92 | バルセロナ                         | 12回                               | レアル・マドリード                 | アトレティコ・デ・マドリード       |
| 1992-93 | バルセロナ                         | 13回                               | レアル・マドリード                 | デポルティーボ・デ・ラ・コルーニャ |
| 1993-94 | バルセロナ                         | 14回                               | デポルティーボ・デ・ラ・コルーニャ | サラゴサ                           |
| 1994-95 | レアル・マドリード                 | 26回                               | デポルティーボ                     | ベティス                           |
| 1995-96 | アトレティコ・デ・マドリード       | 09回                               | バレンシア                         | バルセロナ                         |
| 1996-97 | レアル・マドリード                 | 27回                               | バルセロナ                         | デポルティーボ・デ・ラ・コルーニャ |
| 1997-98 | バルセロナ                         | 15回                               | アスレティック・クルブ             | レアル・ソシエダ                   |
| 1998-99 | バルセロナ                         | 16回                               | レアル・マドリード                 | マヨルカ                           |
| 1999-00 | デポルティーボ・デ・ラ・コルーニャ | 01回                               | バルセロナ                         | バレンシア                         |
| 2000-01 | レアル・マドリード                 | 28回                               | デポルティーボ・デ・ラ・コルーニャ | マヨルカ                           |
| 2001-02 | バレンシア                         | 05回                               | デポルティーボ・デ・ラ・コルーニャ | レアル・マドリード                 |
| 2002-03 | レアル・マドリード                 | 29回                               | レアル・ソシエダ                   | デポルティーボ・デ・ラ・コルーニャ |
| 2003-04 | バレンシア                         | 06回                               | バルセロナ                         | デポルティーボ・デ・ラ・コルーニャ |
| 2004-05 | バルセロナ                         | 17回                               | レアル・マドリード                 | ビジャレアル                       |
| 2005-06 | バルセロナ                         | 18回                               | レアル・マドリード                 | バレンシア                         |
| 2006-07 | レアル・マドリード                 | 30回                               | バルセロナ                         | セビージャ                         |
| 2007-08 | レアル・マドリード                 | 31回                               | ビジャレアル                       | バルセロナ                         |
| 2008-09 | バルセロナ                         | 19回                               | レアル・マドリード                 | セビージャ                         |
| 2009-10 | バルセロナ                         | 20回                               | レアル・マドリード                 | バレンシア                         |
| 2010-11 | バルセロナ                         | 21回                               | レアル・マドリード                 | バレンシア                         |
| 2011-12 | レアル・マドリード                 | 32回                               | バルセロナ                         | バレンシア                         |
| 2012-13 | バルセロナ                         | 22回                               | レアル・マドリード                 | アトレティコ・デ・マドリード       |
| 2013-14 | アトレティコ・デ・マドリード       | 10回                               | バルセロナ                         | レアル・マドリード                 |
| 2014-15 | バルセロナ                         | 23回                               | レアル・マドリード                 | アトレティコ・デ・マドリード       |
| 2015-16 | バルセロナ                         | 24回                               | レアル・マドリード                 | アトレティコ・デ・マドリード       |
| 2016-17 | レアル・マドリード                 | 33回                               | バルセロナ                         | アトレティコ・デ・マドリード       |
| 2017-18 | バルセロナ                         | 25回                               | アトレティコ・デ・マドリード       | レアル・マドリード                 |
| 2018-19 | バルセロナ                         | 26回                               | アトレティコ・デ・マドリード       | レアル・マドリード                 |
| 2019-20 | レアル・マドリード                 | 34回                               | バルセロナ                         | アトレティコ・デ・マドリード       |
| 2020-21 | アトレティコ・デ・マドリード       | 11回                               | レアル・マドリード                 | バルセロナ                         |
| 2021-22 | レアル・マドリード                 | 35回                               | バルセロナ                         | アトレティコ・デ・マドリード       |
| 2022-23 | バルセロナ                         | 27回                               | レアル・マドリード                 | アトレティコ・デ・マドリード       |
| 2023-24 | レアル・マドリード                 | 36回                               | バルセロナ                         | ジローナ                           |
| 2024-25 | バルセロナ                         | 28回                               | レアル・マドリード                 | アトレティコ・デ・マドリード       |

### クラブ別優勝回数
| クラブ名                           | 優勝 | 2位 | 優勝年度 |
| ---------------------------------- | ---- | --- | --- |
| レアル・マドリード                 | 36   | 26  | 1931-32, 1932-33, 1953-54, 1954-55, 1956-57, 1957-58, 1960-61, 1961-62, 1962-63, 1963-64, 1964-65, 1966-67, 1967-68, 1968-69, 1971-72, 1974-75, 1975-76, 1977-78, 1978-79, 1979-80, 1985-86, 1986-87, 1987-88, 1988-89, 1989-90, 1994-95, 1996-97, 2000-01, 2002-03, 2006-07, 2007-08, 2011-12, 2016-17, 2019-20, 2021-22, 2023-24 |
| バルセロナ                         | 28   | 28  | 1929, 1944-45, 1947-48, 1948-49, 1951-52, 1952-53, 1958-59, 1959-60, 1973-74, 1984-85, 1990-91, 1991-92, 1992-93, 1993-94, 1997-98, 1998-99, 2004-05, 2005-06, 2008-09, 2009-10, 2010-11, 2012-13, 2014-15, 2015-16, 2017-18, 2018-19, 2022-23, 2024-25                                                                            |
| アトレティコ・デ・マドリード       | 11   | 10  | 1939-40, 1940-41, 1949-50, 1950-51, 1965-66, 1969-70, 1972-73, 1976-77, 1995-96, 2013-14, 2020-21 |
| アスレティック・クルブ             | 8    | 7   | 1929-30, 1930-31, 1933-34, 1935-36, 1942-43, 1955-56, 1982-83, 1983-84 |
| バレンシア                         | 6    | 6   | 1941-42, 1943-44, 1946-47, 1970-71, 2001-02, 2003-04 |
| レアル・ソシエダ                   | 2    | 3   | 1980-81, 1981-82 |
| デポルティーボ・デ・ラ・コルーニャ | 1    | 5   | 1999-00 |
| セビージャ                         | 1    | 4   | 1945-46 |
| ベティス                           | 1    | 0   | 1934-35 |
| レアル・ラシン・クルブ             | 0    | 1   | |
| ラス・パルマス                     | 0    | 1   | |
| サラゴサ                           | 0    | 1   | |
| スポルティング・デ・ヒホン         | 0    | 1   | |
| ビジャレアル                       | 0    | 1   | |

## 国際大会での戦績
- UEFAチャンピオンズリーグ 優勝[注釈 1] 20回
  - レアル・マドリード 15回 (1956, 1957, 1958, 1959, 1960, 1966, 1998, 2000, 2002, 2014, 2016, 2017, 2018, 2022, 2024)
  - FCバルセロナ 5回 (1992, 2006, 2009, 2011, 2015)
- UEFAチャンピオンズリーグ 準優勝[注釈 1] 11回
  - FCバルセロナ 3回 (1961, 1986, 1994)
  - レアル・マドリード 3回 (1962, 1964, 1981)
  - アトレティコ・マドリード 3回 (1974, 2014, 2016)
  - バレンシアCF 2回 (2000, 2001)
- UEFAヨーロッパリーグ 優勝[注釈 2]20回
  - セビージャFC 7回 (2006, 2007, 2014, 2015, 2016, 2020, 2023)
  - FCバルセロナ 3回 (1958, 1960, 1966)
  - バレンシアCF 3回 (1962, 1963, 2004)
  - アトレティコ・マドリード 3回 (2010, 2012, 2018)
  - レアル・マドリード 2回 (1985, 1986)
  - レアル・サラゴサ 1回 (1964)
  - ビジャレアル 1回 (2021)
- UEFAヨーロッパリーグ 準優勝[注釈 3]8回
  - アスレティック・ビルバオ 2回 (1977, 2012)
  - RCDエスパニョール 2回 (1988, 2007)
  - FCバルセロナ 1回 (1962)
  - バレンシアCF 1回 (1964)
  - レアル・サラゴサ 1回 (1966)
  - アラベス 1回 (2001)
- UEFAカップウィナーズカップ 優勝[注釈 4]7回
  - FCバルセロナ 4回 (1979, 1982, 1989, 1997)
  - レアル・サラゴサ 1回 (1955)
  - アトレティコ・マドリード 1回 (1962)
  - バレンシアCF 1回 (1980)
- UEFAカップウィナーズカップ 準優勝[注釈 5]7回
  - アトレティコ・マドリード 2回 (1963, 1986)
  - FCバルセロナ 2回 (1969, 1991)
  - レアル・マドリード 2回 (1971, 1983)
  - RCDマヨルカ 1回 (1999)
- UEFAカンファレンスリーグ 準優勝 1回
  - レアル・ベティス  1回 (2025)
- UEFAスーパーカップ 優勝 16回
  - FCバルセロナ 5回 (1992, 1997, 2009, 2011, 2015)
  - レアル・マドリード 5回 (2002, 2014, 2016, 2017, 2023)
  - アトレティコ・マドリード 3回 (2010, 2012，2018)
  - バレンシアCF 2回 (1980, 2004)
  - セビージャFC 1回 (2006)
- FIFAクラブワールドカップ/インターコンチネンタルカップ 優勝 12回
  - レアル・マドリード 8回 (1960, 1998, 2002, 2014, 2016, 2017, 2018, 2022)
  - FCバルセロナ 3回 (2009, 2011, 2015)
  - アトレティコ・マドリード 1回 (1974)

## 備考

### シーズン別大会名
- Primera División（1929-2008）
- Liga BBVA（2008-2016）
- LaLiga Santander（2016-2023）
- LALIGA EA Sports FC（2023- ）

### 観客動員数
2016-17シーズンの平均観客動員数は2万6247人で、欧州リーグで3位であった。

### テレビ放映権
各クラブが個別に放映権について放送局と交渉し契約を結んでいたため、長年リーグ全体の放映権収入の41%がバルセロナとレアル・マドリードの2チームに渡る不均衡が続いていた。しかし2016-17シーズンからはリーガによって一括管理され、放映権による収益全体の45パーセントはプリメーラ（1部）のクラブに均等に分配され、22.5パーセントは直近5年間に行われたリーグ戦の成績を参考に配られることになり、さらに他の22.5パーセントは観客動員数などの要素を考慮して支払われ、残りの10パーセントはセグンダ（2部）へ渡ることとなった。

## 歴代記録

### 得点数ランキング
2024年9月1日現在
| #  | 選手                           | 所属クラブ                                                           | 期間      | 得点 | 出場 |
| -- | ------------------------------ | -------------------------------------------------------------------- | --------- | ---- | ---- |
| 1  | リオネル・メッシ               | バルセロナ                                                           | 2004–2021 | 474  | 520  |
| 2  | クリスティアーノ・ロナウド     | レアル・マドリード                                                   | 2009–2018 | 311  | 292  |
| 3  | テルモ・サラ                   | アスレティック・ビルバオ                                             | 1940–1955 | 251  | 278  |
| 4  | カリム・ベンゼマ               | レアル・マドリード                                                   | 2009-2023 | 238  | 439  |
| 5  | ウーゴ・サンチェス             | アトレティコ・マドリード, レアル・マドリード, ラージョ・バジェカーノ | 1981–1994 | 234  | 347  |
| 6  | ラウール                       | レアル・マドリード                                                   | 1994–2010 | 228  | 550  |
| 7  | アルフレッド・ディ・ステファノ | レアル・マドリード, エスパニョール                                   | 1953–1966 | 227  | 329  |
| 8  | セサル・アルバレス             | グラナダ, バルセロナ, クルトゥラル・レオネサ, エルチェ               | 1939–1955 | 223  | 353  |
| 9  | キニ                           | スポルティング・ヒホン, バルセロナ                                   | 1970–1987 | 219  | 448  |
| 10 | パイーニョ                     | セルタ, レアル・マドリード, デポルティーボ・ラ・コルーニャ           | 1943–1956 | 210  | 278  |

### 出場数ランキング
2024年9月1日現在
| #  | 選手                     | 所属クラブ                                                   | 期間                | 出場 |
| -- | ------------------------ | ------------------------------------------------------------ | ------------------- | ---- |
| 1  | アンドニ・スビサレッタ   | アスレティック・ビルバオ, バルセロナ, バレンシア             | 1981–1998           | 622  |
| 1  | ホアキン                 | レアル・ベティス, バレンシア, マラガ                         | 2001–2013 2015–2023 | 622  |
| 3  | ラウール・ガルシア       | オサスナ, アトレティコ・マドリード, アスレティック・ビルバオ | 2004-2024           | 610  |
| 4  | ラウール                 | レアル・マドリード                                           | 1994–2010           | 550  |
| 5  | エウセビオ・サクリスタン | バジャドリード, アトレティコ・マドリード, バルセロナ, セルタ | 1983–2002           | 543  |
| 6  | フランシスコ・ブーヨ     | セビージャ, レアル・マドリード                               | 1980–1997           | 542  |
| 7  | マノーロ・サンチス       | レアル・マドリード                                           | 1983–2001           | 523  |
| 8  | リオネル・メッシ         | バルセロナ                                                   | 2004–2021           | 520  |
| 9  | イケル・カシージャス     | レアル・マドリード                                           | 1999–2015           | 510  |
| 10 | セルヒオ・ラモス         | セビージャ, レアル・マドリード                               | 2003–2021           | 508  |

### 移籍金 in
| #  | 移籍金(€) | シーズン | 選手名                     | out                          |   | in                       |
| -- | --------- | -------- | -------------------------- | ---------------------------- | - | ------------------------ |
| 1  | 135.00m   | 2017-18  | フェリペ・コウチーニョ     | リヴァプール                 | → | バルセロナ               |
| 1  | 135.00m   | 2017-18  | ウスマン・デンベレ         | ボルシア・ドルトムント       | → | バルセロナ               |
| 3  | 127.20m   | 2019-20  | ジョアン・フェリックス     | ベンフィカ                   | → | アトレティコ・マドリード |
| 4  | 120.00m   | 2019-20  | アントワーヌ・グリーズマン | アトレティコ・マドリード     | → | バルセロナ               |
| 5  | 115.00m   | 2019-20  | エデン・アザール           | チェルシー                   | → | レアル・マドリード       |
| 6  | 103.00m   | 2022-23  | ジュード・ベリンガム       | ボルシア・ドルトムント       | → | レアル・マドリード       |
| 7  | 101.00m   | 2013-14  | ガレス・ベイル             | トッテナム・ホットスパー     | → | レアル・マドリード       |
| 8  | 94.00m    | 2009-10  | クリスティアーノ・ロナウド | マンチェスター・ユナイテッド | → | レアル・マドリード       |
| 9  | 88.00m    | 2013-14  | ネイマール                 | サントス                     | → | バルセロナ               |
| 10 | 86.00m    | 2019-20  | フレンキー・デ・ヨング     | アヤックス                   | → | バルセロナ               |

### 移籍金 out
| # | 移籍金(€) | シーズン | 選手名                     | out                      |   | in                           |
| - | --------- | -------- | -------------------------- | ------------------------ | - | ---------------------------- |
| 1 | 222.00m   | 2017-18  | ネイマール                 | バルセロナ               | → | パリ・サンジェルマン         |
| 2 | 120.00m   | 2019-20  | アントワーヌ・グリーズマン | アトレティコ・マドリード | → | バルセロナ                   |
| 3 | 117.00m   | 2018-19  | クリスティアーノ・ロナウド | レアル・マドリード       | → | ユヴェントス                 |
| 4 | 80.60m    | 2020-21  | アルトゥール               | バルセロナ               | → | ユヴェントス                 |
| 5 | 80.00m    | 2019-20  | リュカ・エルナンデス       | アトレティコ・マドリード | → | バイエルン・ミュンヘン       |
| 5 | 80.00m    | 2018-19  | ケパ・アリサバラガ         | アスレティック・ビルバオ | → | チェルシー                   |
| 7 | 75.00m    | 2014-15  | アンヘル・ディ・マリア     | レアル・マドリード       | → | マンチェスター・ユナイテッド |
| 8 | 70.65m    | 2022-23  | カゼミーロ                 | レアル・マドリード       | → | マンチェスター・ユナイテッド |
| 9 | 70.00m    | 2022-23  | アレクサンデル・イサク     | レアル・ソシエダ         | → | ニューカッスル・ユナイテッド |
| 9 | 70.00m    | 2019-20  | ロドリゴ・エルナンデス     | アトレティコ・マドリード | → | マンチェスター・シティ       |